# Герхард Штек
Герхард Карл Едуард Штек (нім. Gerhard Karl Eduard Stöck; нар. 28 липня 1911 — пом. 29 березня 1985) — німецький легкоатлет, який спеціалізувався в штовханні ядра та метанні списа.

## З життєпису
Олімпійський чемпіон з метання списа (1936).
Бронзовий олімпійський призер зі штовхання ядра (1936).
Срібний призер чемпіонату Європи зі штовхання ядра (1938). Фіналіст (7-ме місце) змагань з метання списа на чемпіонаті Європи (1938).
Переможець Всесвітніх студентських ігор з метання списа та легкоатлетичного п'ятиборства (1935).
Чемпіон Третього Рейху з метання списа (1938). Жодного разу за кар'єру не вдалось здобути титул чемпіона країни зі штовхання ядра, проте чотири рази ставав другим. Срібний призер чемпіонату країни з десятиборства (1935).
Мав філологічну освіту, із 1938 працював вчителем.
З 1933 був членом Штурмових загонів, мав звання штурмбанфюрера (1944). Член НСДАП (із 1937). Під час Другої світової війни брав участь у військових діях на східному фронті, під Сталінградом.
Після війни з 1950 по 1975 очолював Департамент спорту в Гамбурзі. На літніх Олімпійських іграх 1956 та 1960 років був офіційним главою Об'єднаної німецької команди, а на літніх Олімпійських іграх 1964 — заступником її глави.

## Сім'я
- Дочка — Ютта Штек (нар. 1941) — дворазова срібна призерка чемпіонатів Європи з естафетного бігу 4×100 метрів (1966, 1969).